# Attersee am Attersee
Attersee am Attersee è un comune austriaco di 1 604 abitanti nel distretto di Vöcklabruck, in Alta Austria. È una delle località principali del Salzkammergut, celebre per i suoi paesaggi lacustri. Lo stesso lago Attersee e la località di Unterach furono più volte visitati, durante le villeggiature estive, dal pittore Gustav Klimt che immortalò i paesaggi dal lago il castello di Kammer.